# Egebergs Ærespris
Kammarherre Egebergs Ærespris (egentligen Kabinetskammerherre Egebergs ærespris for alsidig idrett) inrättades 1919 av Ferdinand Julian Egeberg (1842–1921), och räknas som norsk idrotts högsta utmärkelse. 

## Historia
Kabinettkammarherren upprättade en fond på 10.000 kroner, en stor summa på den tiden, och Egeberg fastslog att fondens kapital skulle förbli orört. Räntorna används för utdelning av Egebergs pokal.
Från början delades priset ut till idrottare som var framstående i två helt olika idrotter, helst en sommar- och en vinteridrott, men detta har senare blivit ändrat. Före 1988 skulle prestationerna utföras under samma kalenderår men också detta har ändrats.

## Priset
Priset är en bronsstatyett, utförd av bildhuggaren Magnus Vigrestad (1887–1957). Statyetten föreställer en idrottsman med lagerkrans kring överkroppen, som bärs fram av två idrottskamrater.

## Pristagare
- 1918 Gunnar Andersen – fotboll och skidåkning
- 1919 Helge Løvland – mångkamp och gymnastik
- 1921 Harald Strøm – skridsko och fotboll
- 1922 Ole Reistad – skidor och friidrott
- 1926 Johan Støa – skidor och friidrott
- 1928 Bernt Evensen – skridsko och cykling
- 1929 Armand Carlsen – skridsko och cykling
- 1929 Reidar Jørgensen – skidor och friidrott
- 1931 Fridthjof Bergheim – redskapsgymnastik och friidrott
- 1934 Otto Berg – redskapsgymnastik och friidrott
- 1935 Bjarne Bryntesen – skidor och friidrott
- 1936 Laila Schou Nilsen – skidor, skridsko och tennis
- 1937 Johan Haanes – tennis och skidor
- 1938 Henry Johansen – skidor och fotboll
- 1939 Arne Larsen – skidor och friidrott
- 1946 Godtfred Holmvang – friidrott och alpint
- 1947 Sverre Farstad – skridsko och tyngdlyftning
- 1949 Martin Stokken – skidor och friidrott
- 1950 Egil Lærum – skidor och fotboll
- 1951 Hjalmar Andersen – skridsko och cykling
- 1952 Hallgeir Brenden – skidor och friidrott
- 1956 Roald Aas – skridsko och cykling
- 1960 Reidar Andreassen – skidor och friidrott
- 1961 Arne Bakker – fotboll och bandy
- 1962 Magnar Lundemo – skidor och friidrott
- 1965 Ole Ellefsæter – skidor och friidrott
- 1967 Fred Anton Maier – skridsko och cykling
- 1971 Frithjof Prydz – tennis och backhoppning
- 1971 Bjørn Wirkola – backhoppning och fotboll
- 1973 Ivar Formo – skidor och orientering
- 1975 Eystein Weltzien – skidor och orientering
- 1980 Bjørg Eva Jensen – skridsko och cykling
- 1981 Cato Zahl Pedersen – Handikappidrott
- 1987 Oddvar Brå – skidor och friidrott
- 1988 Ragnhild Bratberg – skidor och orientering
- 1990 Grete Ingeborg Nykkelmo – skidor och skidskytte
- 1991 Birger Ruud – backhoppning och alpint
- 1992 Ingrid Kristiansen – friidrott och skidor
- 1996 Anita Andreassen Hedmann – hundkörning, cykling, längdskidåkning
- 2000 Anette Bøe – längdskidor, triatlon, mountainbike, ishockey
- 2001 Anders Aukland – skidor, triatlon, friidrott
- 2002 Ole Einar Bjørndalen – skidskytte, längdskidåkning
- 2002 Hilde Gjermundshaug Pedersen – skidorientering, längdskidåkning
- 2004 Trond Einar Elden – kombination, längdskidåkning/friidrott
- 2005 Stein Johnson – fd tränare, bland annet i skridsko och paddling
- 2006 Lars Berger – skidskytte, längdskidåkning
- 2009 Frode Andresen – skidskytte och längdskidåkning
- 2009 Helge Bjørnstad – kälkhockey och simning
- 2010 Jens Arne Svartedal – längdåkning och duathlon
- 2010 Hedda Berntsen – telemark, skicross och alpint
- 2011 Kristin Størmer Steira – längdåkning och friidrott
- 2012 Odd-Bjørn Hjelmeset – längdåkning, friidrott och fjällöpning
- 2013 Mariann Marthinsen – längdåkning och simning
- 2015 Astrid Uhrenholdt Jacobsen – längdåkning och friidrott
- 2018 Nils Erik Ulset – skidskytte och längdåkning
- 2019 Birgit Skarstein – längdåkning och rodd[1]
- 2020 Therese Johaug – längdåkning och friidrott[2]